# Delia Garcés
Delia Garcés, pseudonimo di Delia Amadora García Gerboles (Buenos Aires, 13 ottobre 1919 – Buenos Aires, 7 novembre 2001), è stata un'attrice argentina.

## Filmografia parziale
Cinema
- Il romanzo di un maestro (Maestro Levita), regia di Luis César Amadori (1938)
- Fanciulle innamorate (Doce mujeres), regia di Luis Moglia Barth (1939)
- La vida de Carlos Gardel, regia di Alberto de Zavalía (1939)
- Alas de mi patria, regia di Carlos F. Borcosque (1939)
- Gente bien, regia di Manuel Romero (1939)
- Malambo, regia di Alberto de Zavalía (1942)
- Casa de muñecas, regia di Ernesto Arancibia (1943)
- Rosa de América, regia di Alberto de Zavalía (1946)
- Lui (El), regia di Luis Buñuel (1953)
- Mi marido y mi novio, regia di Carlos Schlieper (1955)

Televisione
- Lo mejor de nuestra vida... nuestros hijos (1967)